# Лунный календарь
Лу́нный календа́рь — разновидность календаря, в основе которого лежит период смены фаз Луны, то есть синодический месяц.

## История
Самый ранний лунный календарь вели охотники-собиратели ледникового периода, жившие 42–37 тыс. л. н. Археологи обнаружили календарные отметки среди наскальных изображений раннего верхнего палеолита. Первым интерпретировал отметки у рисунков животных как знаки лунного календаря американский независимый археолог и журналист Александер Маршак в 1972 году и тогда его рассуждения были подвергнуты обоснованной критике.
Однако непрофессиональные идеи А. Маршака и его пионерство в использовании инструментального подхода в анализе палеолитических изображений оказали влияние на последующие исследования древних рисунков (преимущественно среди французских учёных).
В 2023 году учёные не только подтвердили, что отметки на рисунках раннего палеолита представляют собой календарные отметки. Информация о сезонном поведении животных была очень важна для первых охотников, потому что она помогала отслеживать, на каких животных легче всего охотиться в течение определённого периода времени. Предполагается, что последовательности верхнего палеолита и связанные с ними символы (три наиболее часто встречающихся знака — линия < | >, точка <•> и <Y>) представляли собой запись поведения животных в систематических единицах времени и включали один глагол (<Y> — «родить»). Положение <Y> в последовательности знаков обозначает месяц родов, то есть широко узнаваемое событие.
Очевидным событием, которое однозначно сигнализирует о начале года, является так называемый «bonne saison» (хороший сезон), французский зооархеологический термин, обозначающий время в конце зимы, когда реки размораживаются, тает снег и ландшафт начинает зеленеть, примерно соответствующий поздней весне. Количество линий/точек, связанных с конкретным таксоном, передаёт информацию о количестве лунных месяцев, следующих за началом bonne saison или RBS (относительно хороший сезон). Три отметки (линии или точки), будут относиться к трём месяцам после начала bonne saison. Этот фенологический календарь на метеорологической основе работает как интервальный календарь, где такое событие, как спаривание или рождение, располагается в календаре с точки зрения количества лунных месяцев, прошедших с момента наступления bonne saison (события, с которого начинается первый месяц года), а не как фиксированная «дата». Многие последовательности содержат внутри себя символ <Y>. Общее количество меток в последовательностях без <Y>, содержащих <Y> и порядковом положении <Y> должно представлять конкретные события из множества «спаривание»/«рождение»/«весенняя миграция»/«осенняя миграция».
Способность присваивать абстрактные знаки явлениям в мире — животным, числам, родам, циклическим фазам Луны и впоследствии использовать эти знаки как представления внешней реальности в материальной форме, которую можно использовать для записи прошлых событий и предсказания будущих события были глубоким интеллектуальным достижением людей. Сопряжение животных/знаков является свидетельством объединения нескольких знаков вместе в упорядоченную, перестраиваемую, постоянную и структурированную искусственную/внешнюю информационную систему, которая использовала абстракцию и символы для передачи сложной информации о внешнем мире. Подобная визуальная система позволяла накапливать наблюдения с меньшей ненадежностью, чем устная, и, следовательно, обеспечивала определённую степень оценки годовой изменчивости этих явлений и, предположительно, была встроена в более широкие художественные, поведенческие и мифические контексты.
Костяная пластина из Абри Бланшар (Дордонь, Франция) датируется возрастом примерно 30 000 лет. К раннему мезолиту относится лунный календарь возрастом около 10 тыс. лет, обнаруженный в Шотландии.

## Теория календаря
Продолжительность синодического месяца в среднем составляет 29,53059 суток. Таким образом, календарный месяц может состоять из 29 или из 30 дней, причём месяцы в году чередуются, чтобы дни месяца как можно лучше попадали на одни и те же фазы Луны. В лунных календарях продолжительность года принимается равной 12 месяцам. В соответствии с этим, продолжительность лунного года получается равной 12 × 29,53059 = 354,36708. Значит, в календарном году может быть или 354 дня — простой год, или 355 дней — продолженный (високосный) год; а для того, чтобы средняя продолжительность календарного года была близка к продолжительности лунного года необходима система вставки високосов. Для её определения можно разложить дробную часть продолжительности лунного года в цепную дробь:
{\displaystyle 0.36708={\frac {36708}{100000}}={\frac {1}{2+{\frac {1}{1+{\frac {1}{2+{\frac {1}{1+{\frac {1}{1+{\frac {1}{1+{\frac {500}{1027}}}}}}}}}}}}}}}.
Обрывая эту дробь на разных стадиях деления, можно получить следующие правила для введения продолженных годов разной точности:
{\displaystyle {\frac {1}{2}};{\frac {1}{3}};{\frac {3}{8}};{\frac {4}{11}};{\frac {7}{19}};{\frac {11}{30}};...},
где знаменатель указывает число лет в календарном цикле, а числитель — число продолженных лет в этом цикле. Таким образом, средняя продолжительность календарного года в сутках в этих календарных системах получается:
{\displaystyle 354{,}50000;\,354{,}33333;\,354{,}37500;\,354{,}36364;\,354{,}36842;\,354{,}36667...}.
Цикл 3/8 получил название «турецкого» и используется в турецком лунном календаре; другой цикл 11/30, используемый в мусульманском календаре, часто именуется «арабским».
Лунный календарь очень неточно привязан к годичному движению Солнца (ближайшее целое число лунных месяцев), поэтому ежегодно лунный календарь смещается относительно солнечного на 365,24222-354,36708 = 10,87514 дней. Примерно за 34 солнечных года набегает один лишний лунный год. В отличие от чисто лунных календарей, лунно-солнечные календари иногда вставляют в год дополнительный месяц для согласования года с солнечным.
Смена фаз Луны является одним из самых легко наблюдаемых небесных явлений. Многие народы на ранней стадии своего развития пользовались лунным календарём. Однако в период становления оседлого образа жизни лунный календарь переставал удовлетворять потребности населения, так как земледельческие работы привязаны к смене сезонов, то есть движению Солнца. Поэтому лунные календари, за редким исключением (например, исламский календарь), неизбежно заменялись лунно-солнечными или солнечными календарями.
К неудобству лунного календаря следует отнести тот факт, что продолжительность синодического месяца непрерывно меняется в пределах от 29д6ч22м40с до 29д20ч10м53с. Причиной этому является неравномерное движение Земли вокруг Солнца и довольно сложное движение Луны по орбите.
Начало месяца в лунных календарях приходится на неомению, то есть на первое появление молодой Луны в лучах заходящего Солнца. Это событие легко наблюдаемо, в отличие от новолуния. Неомения отстаёт от новолуния на 2—3 дня. Причём это время меняется в зависимости от времени года, широты наблюдателя и текущей продолжительности синодического месяца. Из-за этого невозможно как вести один и тот же календарь, основанный на наблюдении Луны, в разных странах, так и пользоваться простым календарём из 29- и 30-дневных месяцев. Календарь, введённый по какой-либо системе, будет неизбежно расходиться с реальным движением Луны, хотя с той или иной точностью будет в среднем этому движению соответствовать.

## Лунные календари

### Пятикнижие
В Пятикнижии описан лунный календарь при отправлении иудейского культа и сельскохозяйственных работ.
Сутки начинались с вечера, времени появления луны (жреческие сутки начинались с восхода солнца, времени начала богослужения в Соломоновом Храме).
Неделя — начальная единица отсчёта лунного календаря, где шаббат — завершающий, буквально «седьмой» день лунного месяца.
Месяцы не имели названий, но лишь порядковый номер; первый месяц приходился весной на время колошения ячменя (Исх. 12:2, 13:4 «Сегодня выхо́дите вы, в месяце Авиве. Месяц сей да будет у вас началом месяцев, первым да будет он у вас между месяцами года»). Происходило последовательное чередование лунных месяцев с 29-ю и 30-ю днями. Новолуние (точнее — неомения) названо חודש‎, полнолуние — ירח‎.
Основные ветхозаветные сельскохозяйственные праздники — три паломнических праздника, которые отсчитывали по полнолунию, так Песах отмечают весной в полнолуние на 15-й день первого лунного месяца, после отсчёта 50-и дней наступает Шавуот, осенний Суккот наступает также в полнолуние 15-го дня седьмого лунного месяца. Эти два праздника (Песах, Суккот) одновременно являются шаббатами (Ин. 19:14, 19:31), отчего в современном талмудическом иудаизме существует недопонимание фразы Торы отсчитывать «от дня, следующего за субботой, от дня возношения снопа» (Лев. 23:15—16 עד ממחרת השבת השביעת‎), поскольку современный иудаизм пользуется лунно-солнечным календарём.

### Коран
В Аравии в докоранический период было более шести календарных систем лунно-солнечного календаря.
Мухаммад установил исключительно лунный календарь (сура 9:36—37).